# EEPROM
EEPROM (često napisano kao E2PROM, koje se izgovara „e-e prom“, „dvostuko e-prom“ , „e-kvadrat“ ili jednostavno „e-prom“) je skraćenica za Electrically Erasable Programmable Read-Only Memory i predstavlja vrstu stalne memorije koja se koristi u računarima i drugim elektronskim uređajima za skladištenje malih količina podataka koji se moraju sačuvati kada nestane napona, npr. tabela kalibracije ili konfiguracija uređaja.
Za razliku od bajtova u većini drugih tipova stalne memorije, individualni bajtovi u tradicionalnoj EEPROM memoriji mogu biti nezavisno pročitani, obrisani, ponovo upisani.
Kada veće količine statističkih podataka treba da se čuvaju (kao što je u USB flash diskovima) specifična vrsta EEPROM, kao što su flash memorije, je ekonomičnija od tradicionalnih EEPROM uređaja. EEPROM memorije se realizuju kao nizovi floating-gate tranzistora.
EPROM obično moraju biti uklonjeni iz uređaja za brisanje i programiranje, dok se EEPROM mogu programirati i brisati u kolu, primenom posebnih programskih signala. Prvobitno, EEPROM memorije su bile ograničene na jednobajtnim operacijama, koje su ih napravile sporijim, ali moderni EEPROM omogućavaju multibajt operacije.One, takođe, imaju ograničeni vek, tj. reprogramiranje je bilo ograničeno na desetine ili stotine hiljade puta. To ograničenje je produženo na milion puta u savremenim EEPROM. U EEPROM koja se stalno reprogramira dok je računar u upotrebi, život EEPROM mora biti pažljivo razmotren od strane dizajnera. Zbog ovog razloga EEPROM je korišćena za čuvanje konfiguracionih informacija, a ređe kao RAM.

## Istorija
1978. godine, George Perlegos, na departmanu Intel a razvio Intel 2816, koji je zasnovan na ranijoj EPROM tehnologiji, ali sada se koristi kapija od tankog sloja oksida tako da čip može izbrisati svoje bitove bez upotrebe UV svetlosti. Perlegos i drugi su kasnije napustili Intel i formirali Seeq tehnologiju koja koristi na uređaju pumpu za punjenje za snabdevanje visokog napona za programiranje EEPROM.

## EEPROM funkcije
Postoje različite vrste elektičnih interfejsa u EEPROM uređajima. Glavne kategorije ovih tipova interfejsa su:
- Serial bus
- Parallel bus

Kako će uređaj raditi zavisi od električnog interfejsa.

### Serijski bus uređaji
Najčešći tipovi su serijski interfejs SPI, I²C, Microwire, UNI/O i 1-Wire. Ovi interfejsi zahtevaju između jednog i četiri kontolnih signala za rad, što dovodi do osmo-pinskih memorijskih uređaja (ili manje) paketa. 
Serijski EEPROM (ili SEEPROM) obično radi u tri faze: OP-Code faza, Address faza i Data faza. OP-CODE je obično prvi osmobitni ulaz na pin uređaja EEPROM (ili sa najviše I²C uređaja, je implicitno), zatim 8-24 bita adresiranja u zavisnosti od dubine uređaja, zatim podaci koji se čitaju ili pisani podaci.
Svaki EEPROM uređaj obično ima OP-Code instrukcije koje mapiraju različite funkcije. Neke od uobičajenih operacija na SPI EEPROM uređajima su:
- Write Enable (pisanje uključeno) (WRENAL)
- Write Disable (pisanje isključeno) (WRDI)
- Read Status Register (pročitaj statusni registar) (RDSR)
- Write Status Register (upiši statusni registar) (WRSR)
- Read Data (pročitaj podatke) (READ)
- Write Data (upiši podatke) (WRITE)

Druge operacije podržane od strane nekih EEPROM uređaja su:
- Program
- Sector Erase (brisanje sektora)
- Chip Erase commands (brisanje čip komandi)

## Paralelni bus uređaji
Paralelni EEPROM uređaji obično imaju 8-bitne magistrale za podatke i adrese dovoljne da pokriju kompletnu memoriju. Većina uređaja ima čip, izaberete i napišete zaštitni pin. Neki mikrokontroleri takođe su integrisali paralelni EEPROM. 
Rad paralelne EEPROM je jednostavan i brz u osnosu na serijski EEPROM, ali ovi uređaji su veći zbog više pinova (28 pinova ili više) i zato su manje popularni od serijske EEPROM ili Flash memorije. 

## Ostali uređaji
EEPROM memorija se koristi da omogući funkcije u drugim vrstama proizvoda koji nisu striktno memorijski proizvodi. Proizvodi kao što su real-time satovi, digitalni potenciometri, digitalni senzori temperature, između ostalog, mogu imati male količine EEPROM za sladištenje informacija ili drugih podataka koji treba da budu dostupni u slučaju gubitna napajanja. Takođe je korišćen na video igrama, da sačuvate napredak i konfiguraciju u igri, pre upotrebe spoljnih i unutrašnjih flash memorija. 

## Modovi otkaza
Postoje dva ograničenja uskladištene informacije: izdržljivost kao i zadržavanje podataka. 
Tokom ponovnog upisivanja, oksidna kapija u floating-gate tranzistorima postepeno akumulira uhvaćene elektrone. Električno polje uhvaćenih elektrona dodaje elektrone u plivajuću kapiju,spuštajući prozor između praga napona za nule ili jedinice. Posle dovoljnog broja ciklusa ponovnog upisivanja, razlika postaje veoma mala da bi mogla biti prepoznata,ćelija se zaglavljuje u stanje programiranja, i javlja se neuspeh izdržljivosti. Proizvođači obično navode maksimalni broj ponovnog upisivanja, što je 1 milion ili više
Tokom skladištenja, ubrizgavanje elektrona u plivajuće kapije može se zaneti kroz izolator, naročito pri povišenoj temperaturi, i izazvati gubitak punjenja, što znači prebacivanje ćelije u obrisano stanje. Proizvođači obično garantuju postojanost podataka 10 godina ili više

## Slični tipovi
Flash memorija je kasniji oblik EEPROM-a. U industriji, postoji konvencija da se sadrži termin EEPROM za byte-wise izbrisljivu memoriju u poređenju sa block-wise izbrisljivo flash memorijom. 
EEPROM zauzima više prostora od flash memorije za isti kapacitet zbog toga što svaka ćelija obično treba tranzistor za čitanje,pisanje i brisanje, dok u flash memoriji kola koja se brišu su podeljena velikim blokovima ćelija (obično 512×8).
Novije stalne memorijske tehnologije kao što je FeRAM i MRAM polako zamenjuju EEPROM u nekim aplikacijama, ali očekuje se da će ostati malo EEPROM na tržištu u doglednoj budućnosti.

## Poređenje sa EPROM i EEPROM/Flash
Razlika između EPROM i EEPROM leži u načinu programiranja i brisanja. EEPROM može biti programirana i obrisana električno korišćenjem field electron emision(u industriji poznatije kao "Fowler–Nordheim tunneling").
EPROM ne može biti izbrisana električno, i progrmairane su sa hot carrier injection na plivajuću kapiju. Brisanje je pomoću UV svetlosti, iako su u praksi mnoge EPROM upakovane u plastiku koja ih čini neprozirnom za UV svetlost, i čineći ih tako da budu jednom progrmairane.

## EEPROM proizvođači
- Atmel
- Hitachi
- Infineon
- Linear Technology
- Maxwell Technologies
- Microchip Technology
- Mitsubishi
- NXP Semiconductors
- National Semiconductor (ne pravi više samostalne EEprom)
- ON Semiconductor
- Renesas Technology
- ROHM
- Samsung Electronics
- STMicroelectronics
- Seiko Instruments
- Winbond